# Le Puiset-Doré

Le Puiset-Doré este o comună în departamentul Maine-et-Loire, Franța. În 2009 avea o populație de 1,120 de locuitori.